# Deutsche Wirtschaftsbetriebe

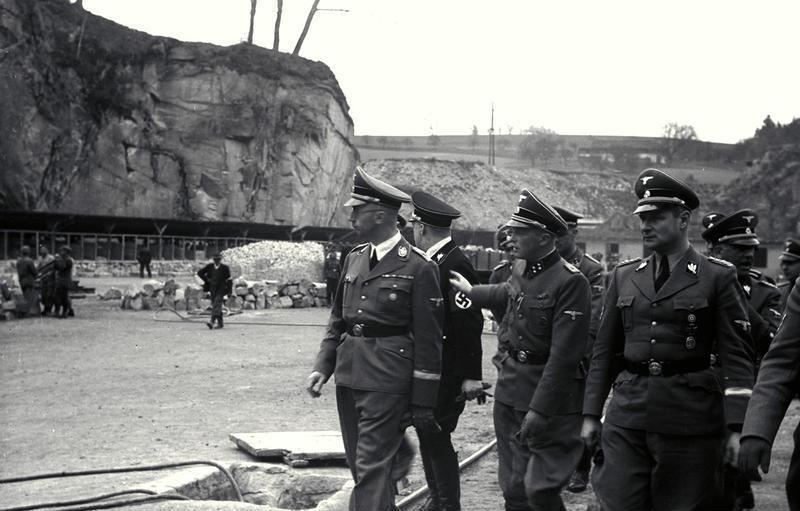
Himmler ispeziona le cave di pietra estratte dai prigionieri del campo di concentramento di Mauthausen-Gusen.

La Deutsche Wirtschaftsbetriebe (DWB) fu un progetto lanciato dalla Germania nazista durante la seconda guerra mondiale, organizzato e gestito dalle Allgemeine-SS, il cui scopo fu quello di trarre profitto dall'uso del lavoro forzato nei campi di concentramento nazisti.

## Gruppo holding delle SS
Nel luglio 1940, su consiglio di Walter Salpeter e Hans Hohberg, Oswald Pohl fondò la DWB a Oranienburg I (campo di concentramento di Sachsenhausen) come holding per la maggior parte delle imprese (più di 25 industrie) di proprietà delle SS, per compensare le perdite della Deutsche Erd- und Steinwerke GmbH con i profitti delle altre società delle SS.
Pohl, già a capo del WVHA, fu anche il capo ufficiale di DWB. Georg Lörner, già alto funzionario della WVHA, fu un altro socio fondatore. Attraverso la proprietà azionaria, DWB controllava un'ampia rete di imprese in vari settori: cave di pietra, impianti di fabbricazione di mattoni e altri materiali da costruzione, cementifici, fabbriche farmaceutiche, compravendite e gestioni immobiliari, stampa e rilegatura di libri, produzione di porcellana e ceramica, acqua minerale e succhi di frutta, mobili, prodotti alimentari, tessuti e cuoio... Alcune di queste attività e proprietà erano state sequestrate o espropriate ai legittimi proprietari.
Facevano parte della holding le seguenti società:
Gruppo materiali da costruzione, ceramica e porcellana
- DEST
- Ostindustrie (OSTI)
- Pragobau AG
- Golleschauer Portlandzementfabrik AG
- Ostdeutschebaustoffwerke GmbH
- Zettlitzer Kaolinwerke AG
- Schlackenwerk Linz GmbH
- Porzellan Manufaktur Allach München GmbH
- Porzellanfabrik Victoria GmbH
- Tonwerke Großes Werder GmbH
- Essin GmbH
- Porag Porzellan-Radiatorenwerk GmbH
- Bohemia Keramische Werke AG
- Deutsche Torfverwertung GmbH
- Klinker-Zement GmbH

Gruppo cibo e bevande
- Deutsche Lebensmittel GmbH
- Selchwaren- und Konservenfabrik AG
- Salami und Nahrungsmittelfabrik AG
- Freudentaler Getränke GmbH[5]
- F. Kunerle ohG
- Deutsche Versuchsanstalt für Ernährung und Verpflegung GmbH
- Societä Anonima Prodotti Agricoli Vitaminici Apuania
- Lesnoplod Orava Sojka a Spol
- Mattoni
- Apollinaris
- Sudetenquell

Gruppo carta, stampa ed editoria
- Papierfabrik Neudeck AG
- SS-Druckschriftenversand GmbH
- Forschungsanstalt für das Deutsche Buchwesen GmbH
- Lumbeck-Gesellschaft für das deutsche Buchwesen mbH
- SS-Vordruck-Verlag GmbH
- Völkischer Kunstverlag GmbH
- Großdeutscher Bilderdienst GmbH
- Friedrich Franz Bauer GmbH
- Deutsche Briefkasten-Reklame GmbH
- Nordland-Verlag

Gruppo insediamento e infrastrutture
- Gesellschaft für technisch-wirtschaftliche Entwicklung mbH (Getewent)
- Siedler Wirtschaftsgemeinschaft Zamosc GmbH
- Allod Eigenheim-und Kleinsiedlungs GmbH
- Erste Gemeinnützige Baugesellschaft für Kleinwohnungen GmbH
- Haus-und Grundbesitz GmbH
- Gemeinnützige Wohnungs- und Heimstättengesellschaft mbH (Dachau)

Gruppo tessile e vetro
- Gesellschaft für Textil- und Lederverwertung mbH (Texled)
- Rheinahr-Glasfabrik GmbH

Gruppo mobilio e interni
- Deutsches Sperrholz- und Fournierwerk GmbH
- Verkaufsstelle Berliner Möbelwerkstätten eGmbH
- Deutsche Ausrüstungswerke (DAW)
- Deutsche Meisterwerkstätten GmbH[5]
- Deutsche Heimgestaltung GmbH
- Deutsche Edelmöbel GmbH

Gruppo altre imprese
- Gesellschaft für Seuchenbekämpfung mbH
- Asid GmbH
- Deutsche Heilmittel GmbH
- Anton Loibl GmbH
- Deutsche Schieferöl GmbH (Unternehmen Wüste)

## Ruolo nei crimini di guerra

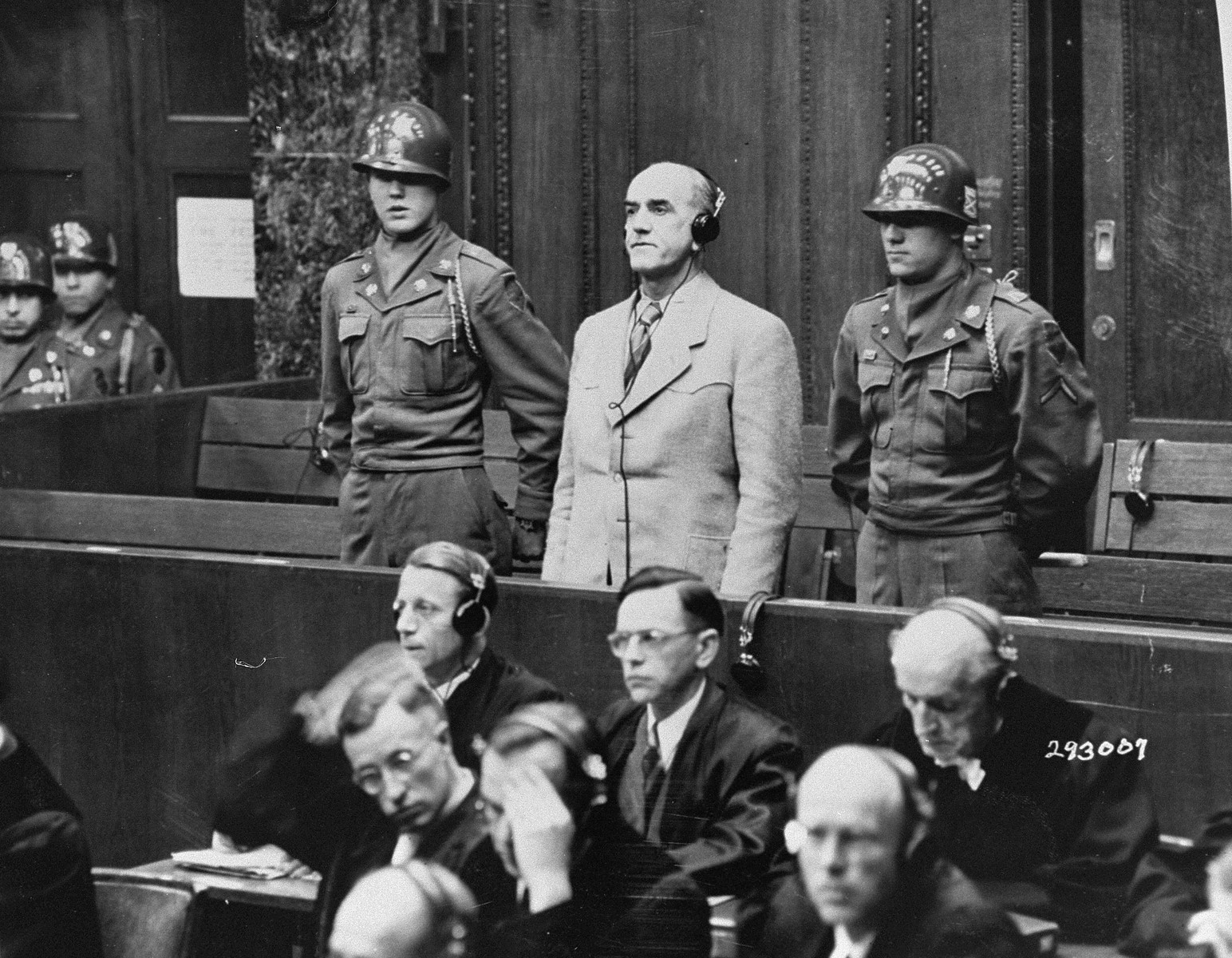
Oswald Pohl al processo di Norimberga.

Dopo la seconda guerra mondiale i capi sopravvissuti della WVHA furono processati per crimini contro l'umanità in quello che divenne noto come processo Pohl. La maggior parte fu dichiarata colpevole. Sia Pohl che Lörner furono condannati a morte per impiccagione, ma Lörner riuscì a ottenere la commutazione della pena di morte in pena detentiva. Il tribunale per i crimini di guerra pose particolare enfasi sul ruolo che gli imputati svolsero in quattro sussidiarie del DWB:
- La DEST, che gestì cinque cave di granito, sei impianti di mattoni e tegole e un impianto per il taglio della pietra;
- La Klinker-Zement, operante nella produzione di mattoni e blocchi di calcestruzzo, prodotti ignifughi, ceramica, calce e gesso. Questa società aveva grandi filiali a Golleschau, Praga, Lvov e Białystok;
- La Ostindustrie, organizzata nel marzo 1943 e sciolta un anno dopo; sfruttando il lavoro forzato degli ebrei, gestì tutte le industrie ebraiche confiscate nella Polonia occupata, come fonderie, stabilimenti tessili, cave, vetrerie e altro;
- La Deutsche Ausrüstungswerke, che gestì varie industrie in sette campi di concentramento.[4]

La DEST in particolare è nota per lo sfruttamento in condizioni di vita brutali del lavoro dei detenuti nel campo di Mauthausen-Gusen in Austria.

### Approfondimenti
- Francis R. Nicosia e Jonathan Huener, Business and Industry in Nazi Germany, University of Vermont Center for Holocaust Studies Berghahn Books, 2004, ISBN 1-57181-654-2.
- Wolfgang Sofsky, The order of terror: the concentration camp, Princeton University Press, 1996, ISBN 0-691-04354-X.